# 남목초등학교
남목초등학교는 대한민국 울산광역시 동구 서부동에 있는 초등학교다.

## 학교 연혁
- 1920년 7월 3일 설립인가
- 1921년 5월 9일 동면공립보통학교 개교
- 1938년 4월 1일 남목공립심상소학교 교명 변경[1]
- 1941년 4월 1일 남목공립국민학교 교명 변경[2]
- 1951년 4월 1일 남목국민학교 교명 변경
- 1981년 3월 1일 병설유치원 개원
- 1981년 3월 1일 특수학급 개설
- 1991년 3월 1일 동부국민학교 분리
- 1996년 3월 1일 남목초등학교 교명 변경[3]
- 2019년 3월 1일 제38대 서정숙 교장 취임
- 2020년 2월 14일 제98회 졸업(16,768명)
- 2020년 3월 1일 31학급 편성(특수 3학급 포함)

## 참고 자료
- 남목초등학교 - 한국교육학술정보원 학교알리미